# Bitten By You
「Bitten By You」は、2019年10月23日にA.S.A.BからリリースされたMONKEY MAJIKの配信限定シングル。MONKEY MAJIK単独の曲としてはおよそ一年半ぶりの新曲となっている。

## 収録曲
1. Bitten By You
  - 映画「スプーキッズ・ザ・ムービー」主題歌。